# Kemar Bailey-Cole
Kemar Bailey-Cole (né le 10 janvier 1992 dans la Paroisse de Sainte-Catherine) est un athlète jamaïcain, spécialiste des épreuves de sprint.

## Biographie
Il se classe cinquième du 100 m lors des sélections olympiques jamaïcaines 2012, et établit la meilleure marque de sa carrière en 10 s 00. En juillet 2012, il descend pour la première fois de sa carrière sous les 10 secondes au 100 m lors Meeting d'athlétisme de Madrid, en 9 s 98, mais cette performance n'est pas homologuée en raison d'un vent supérieur à la limite autorisée (+3,5 m/s). Sélectionné pour les Jeux olympiques de Londres, il participe aux séries du relais 4 × 100 m et permet à son équipe de se qualifier pour l'ultime tour. Remplacé par Usain Bolt en finale, l'équipe de Jamaïque (Carter, Frater, Blake et Bolt) remporte le titre olympique en améliorant le record du monde (36 s 84). Bailey-Cole, en tant que remplaçant, reçoit également la médaille d'or. Il franchit la barrière des dix secondes en septembre 2012 en terminant troisième du Mémorial Van Damme de Bruxelles, en 9 s 97 (+0,3 m/s), derrière Usain Bolt et Nesta Carter.
Lors des championnats de Jamaïque 2013, Kemar Bailey-Cole se classe deuxième de l'épreuve du 100 m en 9 s 98, devancé de 4/100e de seconde par Usain Bolt. Sélectionné pour les championnats du monde 2013 de Moscou, il termine au pied du podium du 100 m, en 9 s 98, après avoir battu son record personnel en demi-finale en 9 s 93. Aligné par ailleurs sur 4 × 100 m, il remporte le titre mondial en compagnie de Nesta Carter, Nickel Ashmeade et Usain Bolt. L'équipe de Jamaïque, qui établit la meilleure performance mondiale de l'année en 37 s 36, devance les États-Unis et le Canada.
En compagnie de Yohan Blake, Nickel Ashmeade, Warren Weir, Oshane Bailey, Dexter Lee, Tyquendo Tracey, Julian Forte, Jermaine Brown, Jason Young ou encore Jevaughn Minzie il représente la nouvelle génération de grands espoirs du sprint jamaïcain.
En juillet 2014, Bailey-Cole remporte la médaille d'or du 100 m lors des Jeux du Commonwealth de Glasgow en Écosse, devant Adam Gemili et Nickel Ashmeade.

## Vie privée
Le 14 mars 2020, il se marie à la coureuse de 400 m haies Ristananna Tracey.

## Palmarès
| Date | Compétition               | Lieu           | Résultat | Épreuve   | Temps   |
| ---- | ------------------------- | -------------- | -------- | --------- | ------- |
| 2012 | Jeux olympiques           | Londres        | 1er      | 4 × 100 m | séries  |
| 2013 | Championnats du monde     | Moscou         | 4e       | 100 m     | 9 s 98  |
| 2013 | Championnats du monde     | Moscou         | 1er      | 4 × 100 m | 37 s 36 |
| 2014 | Jeux du Commonwealth      | Glasgow        | 1er      | 100 m     | 10 s 00 |
| 2014 | Jeux du Commonwealth      | Glasgow        | 1er      | 4 × 100 m | 37 s 58 |
| 2015 | Relais mondiaux de l'IAAF | Nassau         | 2e       | 4 × 100 m | 37 s 68 |
| 2016 | Jeux olympiques           | Rio de Janeiro | 1er      | 4 × 100 m | séries  |

## Records
| Épreuve | Performance | Lieu     | Date            |
| ------- | ----------- | -------- | --------------- |
| 100 m   | 9 s 92      | Londres  | 24 juillet 2015 |
| 200 m   | 20 s 66     | Kingston | 14 mars 2015    |